# 红健秆
红健秆（学名：Eulalia splendens）为禾本科金茅屬下的一个种。